# Rudolf Stang
Peter Rudolf Stang (Düsseldorf, 26 november 1831 - Boppard, 2 januari 1927) was een Duits graveur en etser, die een deel van zijn leven in Nederland werkte.
Stang volgde zijn opleiding in zijn geboortestad bij Joseph Keller en ontwikkelde een talent voor het in kopergravure reproduceren van een aantal beroemde kunstwerken, zoals het tegenwoordig dankzij de Da Vinci Code onder een groot publiek bekende Laatste Avondmaal van Leonardo da Vinci. Toen hij 30 was had hij al een zo goede naam dat de Pruisische regering hem de professorstitel schonk.
In de periode van 1884 tot 1901 was hij werkzaam als hoogleraar aan de Amsterdamse Rijksacademie van Beeldende Kunsten. Onder zijn pupillen hoorden de kunstenaars Willem Witsen, Thérèse Schwartze, Job Graadt van Roggen en Hendrik Krabbé, onder andere grootvader van Jeroen en Tim Krabbé.
Bij de inhuldiging van koningin Wilhelmina in 1898 vervaardigde hij een Nederlandse postzegel ter ere van deze gebeurtenis.
In 1902 verhuisde hij terug naar zijn vaderland en wijdde zich de laatste jaren van zijn lange leven aan het maken van olieverfschilderijen. Dit was deels noodzaak, omdat het werk als graveur te veel van zijn ogen gevergd had en hij deels blind was.
In het stadsmuseum van Boppard is een permanente tentoonstelling ingericht met werken van Rudolf Stang.

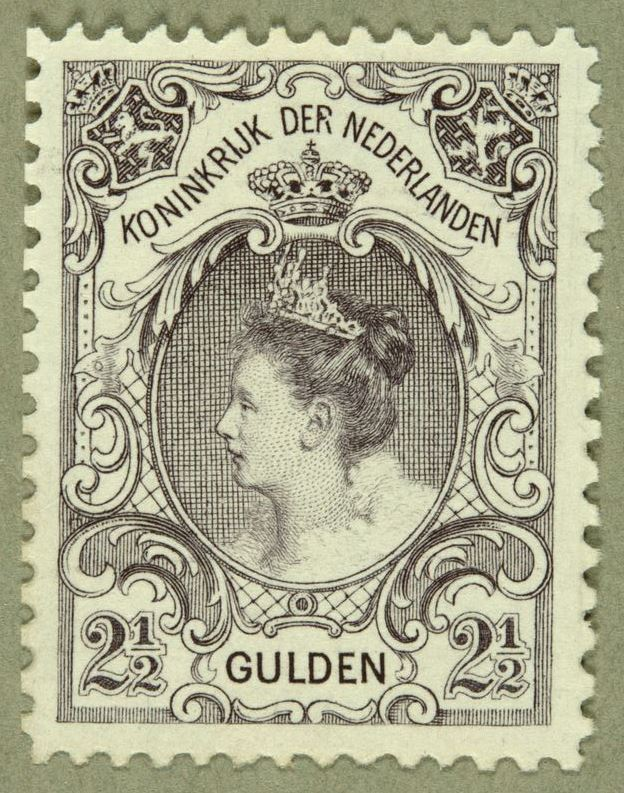
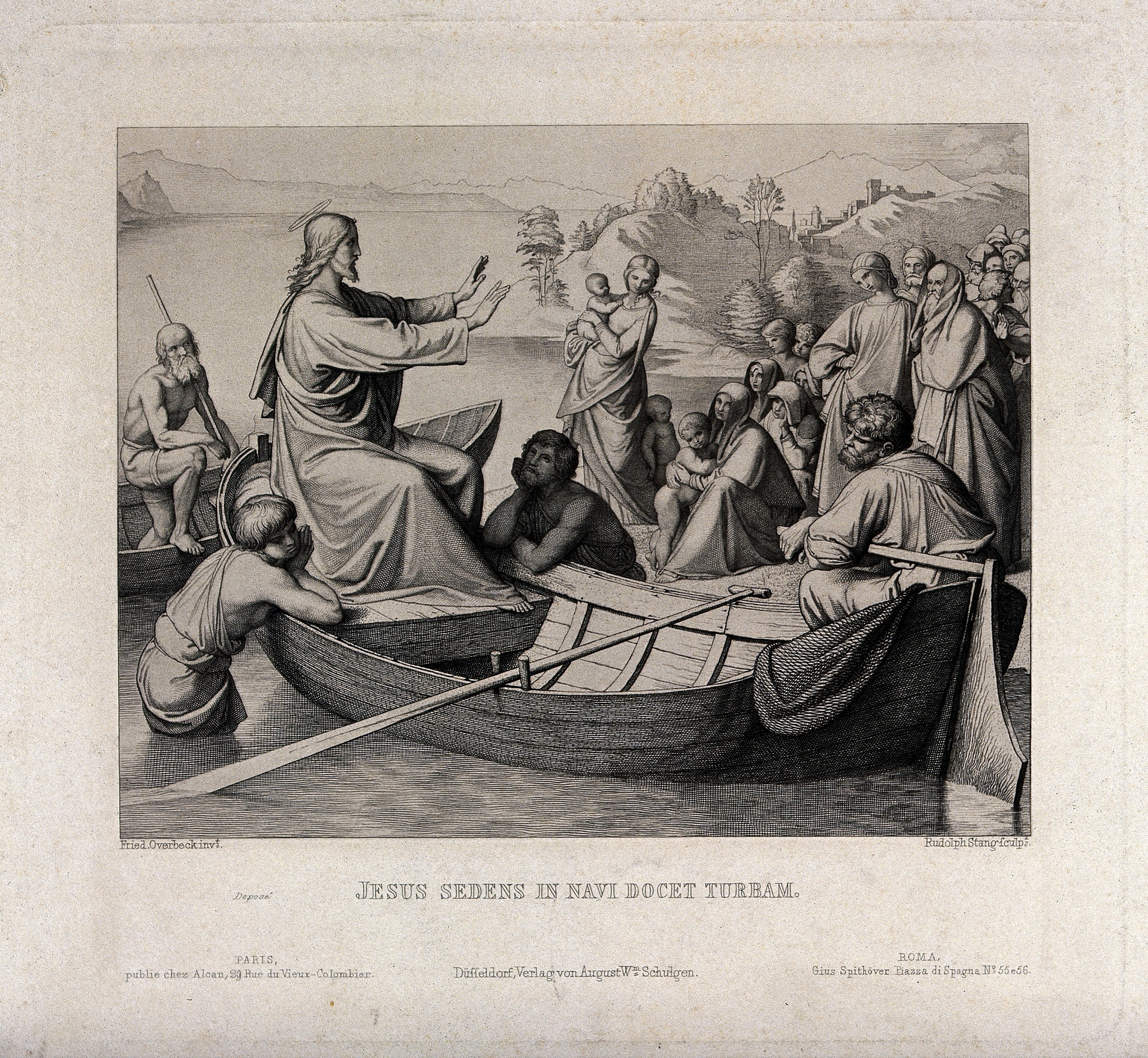
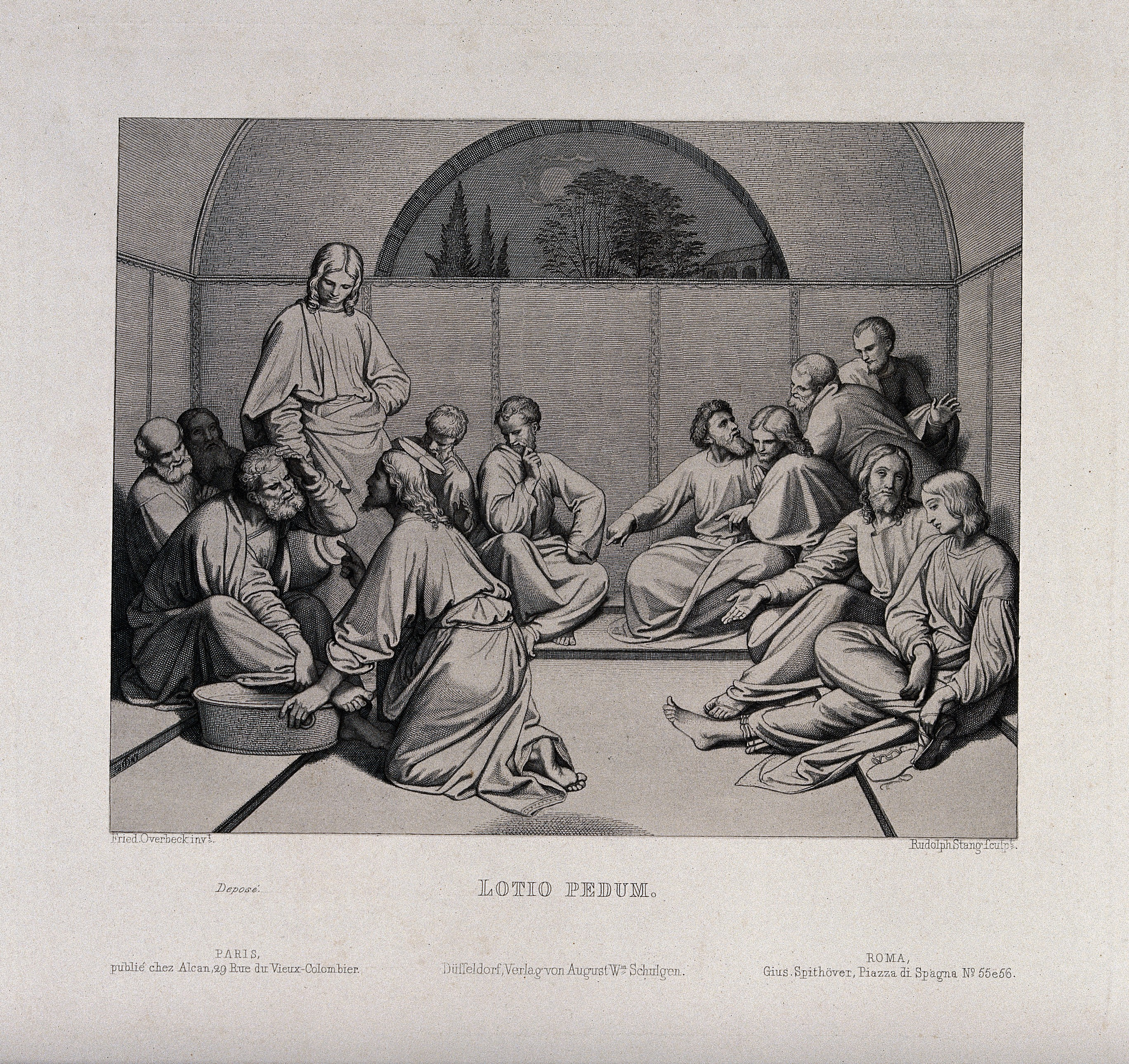